# Nabil Ech-Chaabi
Nabil Ech-Chaabi, né le 4 juin 2001, est un karatéka marocain.

## Carrière
Nabil Ech-Chaabi est médaillé de bronze en kumite individuel des moins de 76 kg aux Jeux africains de la jeunesse de 2018 à Alger puis médaillé d'argent en kumite individuel des plus de 68 kg aux Jeux olympiques de la jeunesse de 2018 à Buenos Aires.
Il remporte la médaille de bronze en kumite par équipe aux championnats d'Afrique 2019.
Il obtient la médaille d'argent en kumite individuel des moins de 84 kg ainsi qu'en kumite par équipes lors des Jeux africains de 2019 à Rabat.
Aux championnats d'Afrique 2020 à Tanger, il est médaillé de bronze en kumite individuel des moins de 84 kg ainsi qu'en kumite par équipes.
Il obtient la médaille d'argent en kumite individuel des moins de 84 kg lors des Jeux mondiaux de 2022 à Birmingham et la médaille de bronze dans la même épreuve lors des Jeux de la solidarité islamique de 2021 à Konya et des championnats d'Afrique 2022 à Durban. Il est aussi médaillé de bronze en kumite par équipes aux championnats d'Afrique 2022.